# Merklinger Klufthöhle
Die Merklinger Klufthöhle ist eine Höhle bei Merklingen auf der Schwäbischen Alb.
Die Höhle ist am 13. Juli 2016 bei Bauarbeiten für die Neubaustrecke Wendlingen–Ulm bei Widderstall entdeckt worden und unterquert diese. Der Hohlraum ist insgesamt 110 Meter lang und 21 Meter tief.